# Mahendra Chaudhry
Mahendra Pal Chaudhry (Ba, 9 de febrer de 1942) és un polític de la República de Fiji. És sobretot conegut per haver estat Primer Ministre de maig 1999 a maig 2000. Va ser el primer Indo-Fijià (Fijià d'origen indià) a accedir a aquesta plaça, i hi va haver vessat per un cop d'Estat l'any 2000. És l'actual cap del Partit Laborista Fijià. És igualment Secretari general de la Unió nacional dels Grangers.
A un país a majoria cristià, on les pertinences ètnica i religiosa són importants en política, Chaudhry és de confession hindú.